# دير الراهب بحيرا
دير الراهب بحيرا هي كنيسة بيزنطينية من القرن الرابع الميلادي وهي أقدم كنيسة في بصرى وقد سميت الكنيسة بدير الراهب بحيرا نسبة إلى الراهب بحيرا الذي تنبأ بنبوة محمد نبي الإسلام ، وقد بني على نمط المباني البازليكية.

## الوصف المعماري
يختلف مبنى دير «الرهب بحيرا» في طراز بنائه عن كل الكنائس المشيدة في هذه المدينة، فهو المبنى الوحيد من المباني الكلاسيكية التي كان سقفها على شكل جملوني، ويبدو البناء على شكل مستطيل بأبعاد 14-23 م، يفضي إلى حنيه نصف مستديرة فتحتها 9م، وعمق الفتحة 4،60م متجهة إلى الشرق، وكان مسقوفاً بالخشب على شكل هرمي، ويبدو الهيكل من الجهة الشرقية أي من الخارج على شكل نصف دائرة مقببة، وينفذ النور إلى داخله من تسع عشرة نافذة.